# Тициан из Одерцо
Тициан (лат. Titian; умер в 632 или 650) — епископ Одерцо. Святой Католической церкви, день памяти — 16 января.

## Биография
Святой Тициан родился в благородной семье в Гераклее (Eraclea), античном городе, расположенном в Венецианской лагуне. Его учителем был Флориан, епископ Одерцо (Opitergium), который поставил святого сначала диаконом, потом — священником, и, наконец, назначил экономом епархии.
Благотворительная деятельность святого Тициана сделала его известным в тех краях, и когда Флориан оставил свою кафедру, дабы удалиться в Равенну или в Пулу, вероятно, по причине так называемого Раскола трёх глав, Тициан был избран на его место ко всеобщей радости, вопреки его собственному нежеланию. Он окормлял тамошнюю паству на протяжении более чем тридцати лет.
Святой Тициан был известен своими набожностью и благочестивостью, даром предвидения, а также крайним неприятием арианства, впоследствии весьма распространённого среди лангобардского населения.
Считается, что святой Тициан отошёл ко Господу в Одерцо 16 января 632 года и был похоронен в городском соборе, не сохранившемся до наших дней. Тело святого было перенесено в собор города Ченеда, пригорода Витторио-Венето, и помещено в саркофаг из бронзы в неовизантийском стиле.

## Почитание
Святой Тициан причислен к лику святых не позднее 832 года. По преданию, в кафедральном соборе города Одерцо были явлены многие чудеса, ещё более укрепившие почитание святого в тех краях.
Известно предание о краже мощей святого, которое начинается с того, что однажды ночью тело было похищено гераклейцами, возжелавшими перенести его в свой город, уроженцем которого был св. Тициан. Жители Одерцо организовали преследование с требованием возвращения мощей. Один старец, желая избежать кровопролития, дал совет соперничающим сторонам поместить тело Тициана в лодку и пустить её по реке Ливенца, оставив «на Промысел Божий» выбор места упокоения святого. Лодка чудесным образом пошла вверх по течению и, проплыв несколько километров, остановилась в Сеттимо (нынешнее Портобуффоле). Верующие опитергинцы (от латинского названия Одерцо — Opitergium) восприняли это чудо как знак своей победы и положили тело на телегу, чтобы отвезти в свой город, но лошадь не смогла сдвинуть с места повозку.
Тогда вновь появился старец, предложив провести три дня в посте и молитвах. В ту пору одна вдова привязала к телеге своих корову и телёнка, и они пошли к церкви в Ченеде — именно туда, где ныне покоится тело святого. На этом месте впоследствии был воздвигнут собор.
Согласно иным источникам, тело было перенесено сначала в Гераклею — город, погрузившийся впоследствии в болота Венецианской лагуны, — а потом в Ченеду, находящуюся в предгорьях Альп, в земли лангобардов, так как оставлять их в городе Одерцо, подвергавшемся постоянному разграблению со стороны варваров, было небезопасно.
Во времена правления короля лангобардов Гримоальда, в 667 году, в городе Ченеда была основана епископская кафедра.